# Yu Shan (bergskedja)
Yu Shan är en bergskedja i Kina. Den ligger i provinsen Jiangxi, i den sydöstra delen av landet, omkring 190 kilometer söder om provinshuvudstaden Nanchang.
Genomsnittlig årsnederbörd är 2 107 millimeter. Den regnigaste månaden är juni, med i genomsnitt 314 mm nederbörd, och den torraste är oktober, med 22 mm nederbörd.